# Креспи, Джузеппе Мария
Джузеппе Мария Кре́спи (итал. Giuseppe Maria Crespi; 16 марта 1665, Болонья — 16 июля 1747, там же) — итальянский живописец, рисовальщик и гравёр болонской школы. Известен также под прозванием «Спаньоло», или «Спаньолетто» (исп. lo Spagnolo, lo Spagnoletto — Маленький испанец) из-за привычки носить облегающую одежду в испанском стиле.

## Образование
Джузеппе Мария родился в Болонье в 1665 году. В очень молодом возрасте он отказался ехать в Рим, чтобы учиться в школе Карло Маратты, и вместо этого поселился в Болонье у Анджело Микеле Дони, искусного рисовальщика, затем у Доменико Мария Канути, который полюбил его и познакомил с фресками Лодовико Карраччи в церкви Сан-Микеле-ин-Боско в Болонье, а также в Академии обнажённой натуры Карло Чиньяни, которого можно считать его первым учителем. В 1689 году Креспи поступил в Школу рисунка в Болонье, из которой был исключён за карикатуру на попечителя Болонской академии маркиза Мальвазиа.
Затем, при финансовой поддержке богатого болонского покровителя Джованни Риччи, он "завершил вторую часть своего обучения, изучая на севере Италии произведения эмилианской школы Корреджо, Федерико Бароччи, Гверчино и соприкасаясь с венецианским колоризмом, который оказал на него особое влияние. Завершал своё образование Креспи, изучая живопись братьев Агостино и Аннибале Карраччи и Гверчино. Работал в Болонье, Венеции, Парме, Модене, Пистое. В 1700—1708 годах Креспи жил и работал во Флоренции, выполняя заказы принца Евгения Савойского и великого герцога тосканского Фердинанда.

## Творчество
В своём уникальном «индивидуальном стиле Креспи совместил черты болонского академизма, венецианского барокко и натурализма бытовых сюжетов». Выдающийся знаток западноевропейской живописи А. Н. Бенуа писал в своём знаменитом «Путеводителе по картинной галерее Императорского Эрмитажа» (1910): «Венеции же обязан своим развитием один из самых удивительных виртуозов конца XVII века причудливый болонец Джузеппе Мария Креспи, в котором встречаются как черты С. Розы, так и красочность Фети и даже отдалённые влияния Рембрандта».
В алтарных образах, созданных до 1700 года, Креспи следовал академической болонской традиции XVII века («Казнь десяти тысяч мучеников», Болонья, церковь Санто-Спирито). Однако во фресках плафона болонского Палаццо Бентивольо Пеполи (1691—1692) на тему «Времена года» проявился отход от возвышенной идеализированной трактовки сюжета в манере болонцев. Персонажи традиционной барочной аллегории трактованы с жизненной достоверностью, а порой и с гротеском. Собрание богов на Олимпе выглядит приближенным к земным сценам народных празднеств. Отступлением от возвышенного толкования мифа в духе болонцев явились и ранние картины «Кентавр Хирон учит Ахиллеса стрельбе из лука», «Эней, Сивилла и Харон» (ок. 1700, оба — Вена, Музей истории искусств). Неакадемичны по избираемым сюжетам и их трактовке «вакханалии» Креспи «Сон амуров» (ок. 1712, Лейпциг, Музей изобразительных искусств); «Нимфы, обезоруживающие амуров» (Вашингтон, Национальная галерея; Москва, Государственный музей изобразительных искусств имени А. С. Пушкина). Античные идиллии с веселящимися на лоне природы нимфами и амурами напоминают сцены народных гуляний, полные искреннего веселья.
В начале 1700-х годов Креспи переходил от мифологических сцен к изображению сюжетов из крестьянской жизни, трактуя их сначала в духе пасторали («Бытовая сцена», Санкт-Петербург, Эрмитаж), а затем придавая им всё более убедительный характер живописи бытового жанра («Мать и ребёнок», Берлин, Государственный Музей; «Прачка», «Женщина, ищущая блох», обе в Эрмитаже). Новый для художника караваджистский приём резкого освещения тёмного пространства интерьера от скрытого источника света придаёт фигурам особую материальность («Сцена в погребе». Гос. Эрмитаж; «Крестьянская семья», Будапешт, Музей изобразительных искусств).
Высшим достижением бытовой живописи XVIII века стали работы Креспи «Ярмарка в Поджо-а-Кайяно» (ок. 1708, Уффици, Флоренция), «Ярмарка» (ок. 1709, Эрмитаж) с изображением многолюдных народных сцен. В них проявился интерес к графике Жака Калло и знакомство с произведениями работавших в Риме нидерландских живописцев «бамбоччанти». Однако бытовые сцены Креспи не описательны, как у голландцев, в них нет гротеска французского гравёра, художника интересует общая колористическая звучность костюмов, конкретность в написании отдельных фигур первого плана на фоне несколько размытого фона. Его внимание сконцентрировано на передаче света и тени, как и в картинах А. Маньяско, творчество которого Креспи знал и высоко ценил.
В период 1700—1720-х годов художник писал картины на религиозные сюжеты, портреты, натюрморты, бытовые сцены. В картине «Избиение младенцев» (1706, Флоренция, Уффици) он обращается к живописной традиции Гверчино, использует его световые эффекты и как бы противопоставляет свою индивидуальную манеру модной в первой половине XVIII столетия академической трактовке исторических и религиозных сцен в сентиментальном духе. Бурные движения персонажей переданы с несколько утрированной барочной экспрессией. Окутанные тенью мятущиеся фигуры освещены загадочным зеленоватым светом, словно вспыхивающим в глубине фона и разливающимся серебристыми отсветами по всему пространству холста. Позднее в произведениях на религиозные и мифологические сюжеты вместо барочной эксцентрики появляется большая строгость и убедительность в желании приблизить происходящее к действительности («Святое семейство», Москва, Музей изобразительных искусств имени А. С. Пушкина; «Смерть Иосифа», Эрмитаж; «Св. Иоанн Непомук исповедует королеву Богемии», Турин, Галерея Сабауда).
Самым значительным произведением зрелого художника явилась серия «Семь таинств» (Дрезден, Картинная галерея). Лишь одно из семи полотен цикла («Исповедь») датировано 1712 годом, что позволяет считать, что все они были созданы приблизительно в этот период. Цикл Креспи — одно из достижений итальянской живописи XVIII века, это новое искусство, знаменующее конец барочной традиции, нарушающее традиционные приёмы отвлечённой трактовки религиозных сцен. Все семь картин («Крещение», «Конфирмация», «Бракосочетание», «Причащение», «Исповедь», «Священство», «Соборование») написаны в тёплой красновато-коричневой тональности Рембрандта. Приём резкого освещения привносит в повествование о каждом таинстве определённую эмоциональную ноту. Это придает всем сценам оттенок таинственности происходящего.
Влияние живописной манеры Рембрандта, его интереса к глубокой психологической трактовке образа человека проявилось в портретах Креспи. Подобно голландскому мастеру, он тоже часто создавал автопортреты (1708, Флоренция, Уффици; около 1710, Болонья, Национальная Пинакотека; около 1710, Эрмитаж; 1710, Милан, Пинакотека Брера), изучая распределение света и тени на лице, подчеркивающее его пластическую выразительность и акцентирующее изменчивую внутреннюю духовную жизнь. Тонкая эмоциональность и элементы бытового жанра всегда находятся в гармонии в его «портретах-типах» («Охотник», Болонья, Национальная пинакотека; «Лютнистка», 1720-е гг., Париж, частное собрание). Гротескные интонации, как вызов парадному барочному портрету, звучат в картинах «Генерал Пальди» (Дрезден, Картинная галерея), «Семья ювелира Заноби» (Болонья, Национальная пинакотека).
Мастерство художника проявилось и в жанре натюрморта. В натюрморте «Две библиотеки» (1720-е, Болонья, Городской музей библиографии), с известным ещё в XVII веке приёмом «trompe l’oeil» (обманки), тома трактата по теории музыки и партитуры, освещённые холодным ровным светом, рождают образы неподдельной достоверности и вещественности.
Традиции творческого поиска, искреннего искусства Креспи получили развитие в искусстве Италии XVIII—XIX веков на пути к веризму. Многие аспекты его антиакадемической манеры были восприняты Марко Бенефиалом, П. Л. Гецци и другими мастерами. Как яркий и самобытный мастер Креспи был открыт лишь в XX столетии. До этого он считался одним из подражателей братьев Агостино и Аннибале Карраччи.
Сыновья и ученики Джузеппе Мария Креспи — Луиджи (1708—1779) и Антонио Креспи (ок. 1704—1781). Учениками Креспи были известные художники Пьетро Лонги и Джованни-Баттиста Пьяццетта.

## Галерея

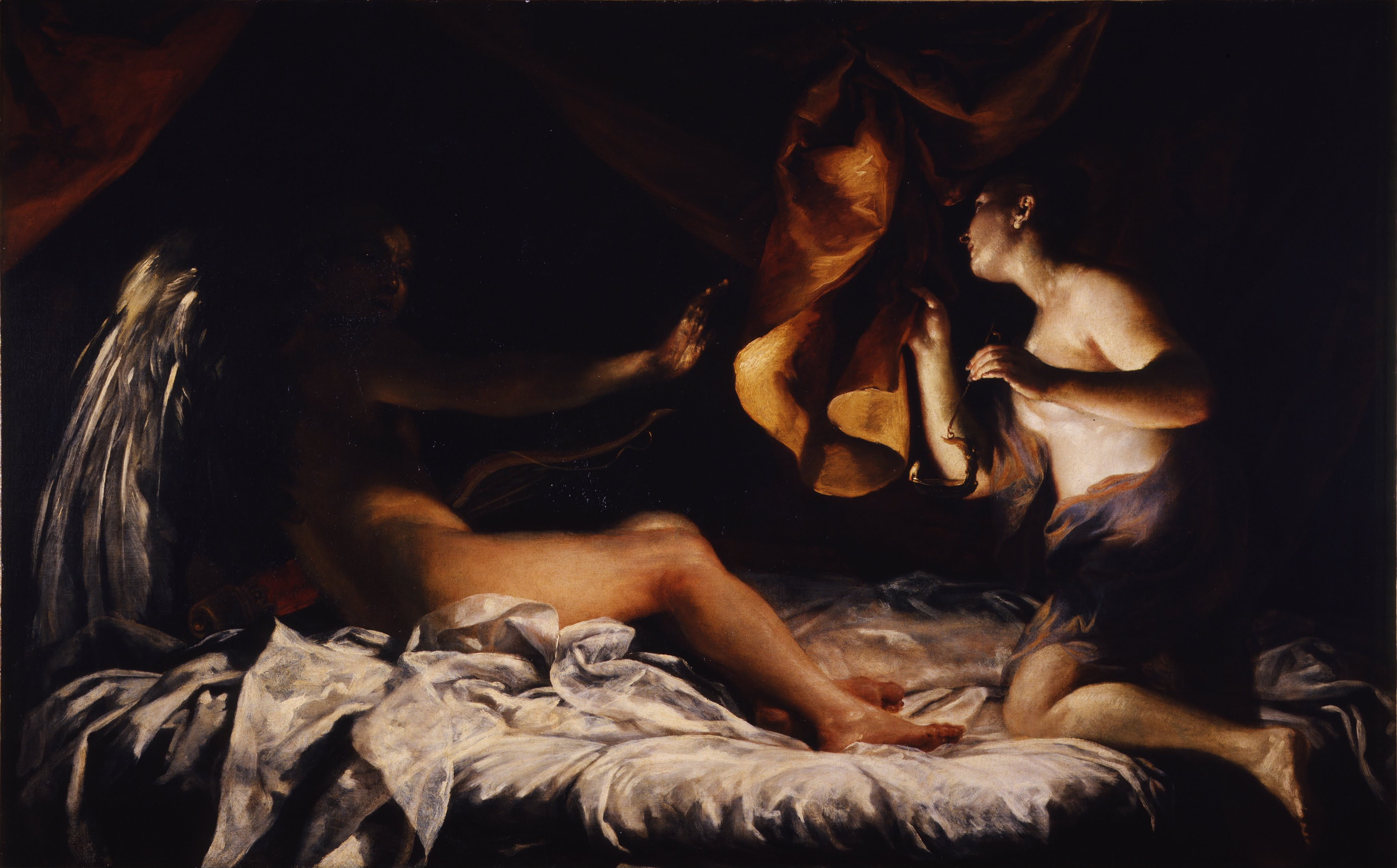
Амур и Психея. Между 1707 и 1709. Холст, масло. Уффици, Флоренция
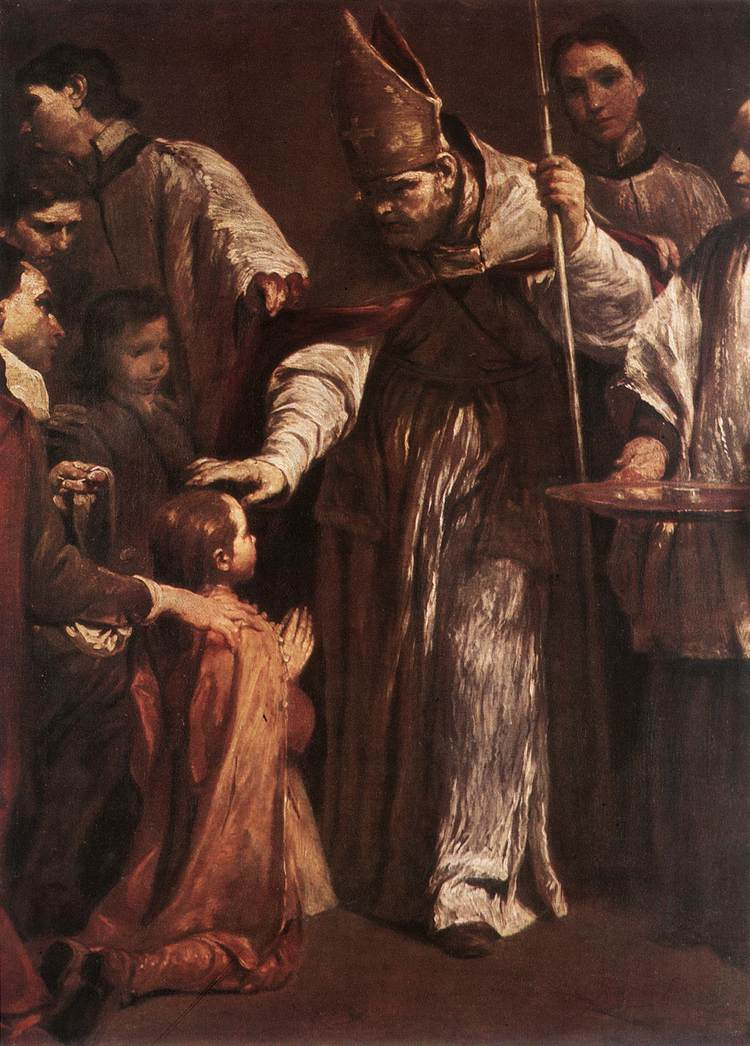
Конфирмация. 1712. Холст, масло. Галерея старых мастеров, Дрезден
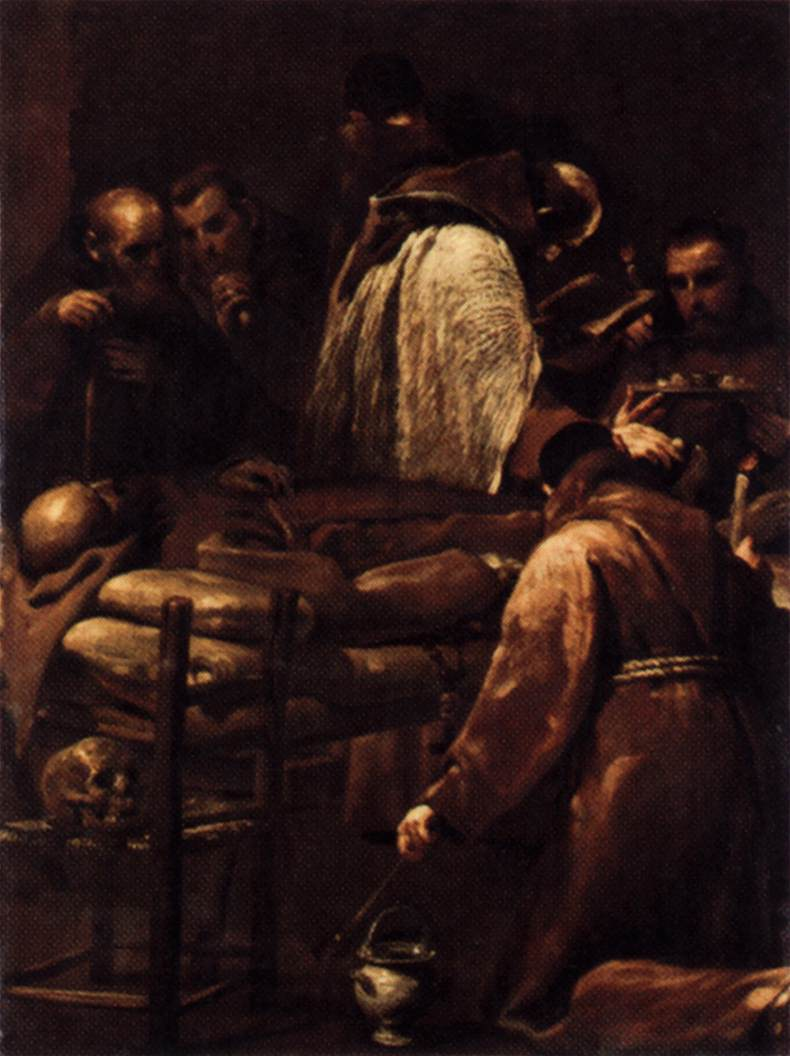
Соборование. 1712. Холст, масло. Галерея старых мастеров, Дрезден
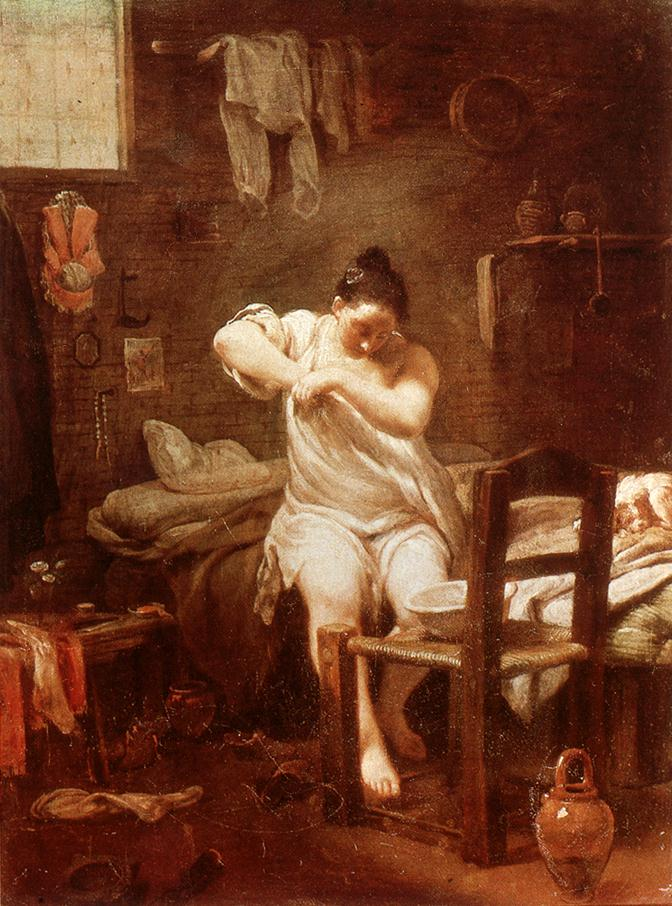
Женщина, ищущая блох. Между 1707 и 1709. Медь, масло. Уффици, Флоренция
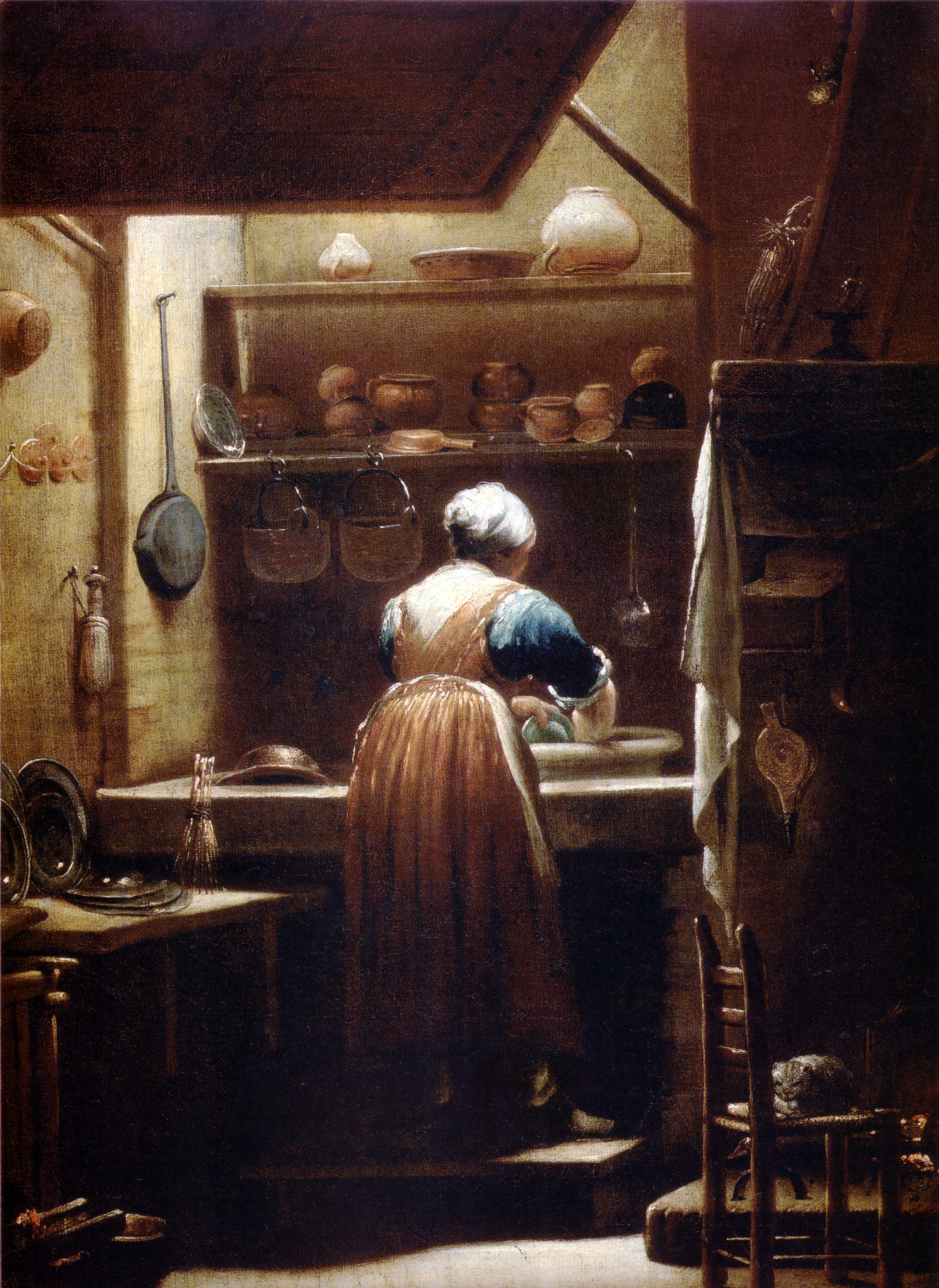
Кухарка. После 1712. Медь, масло. Уффици, Флоренция
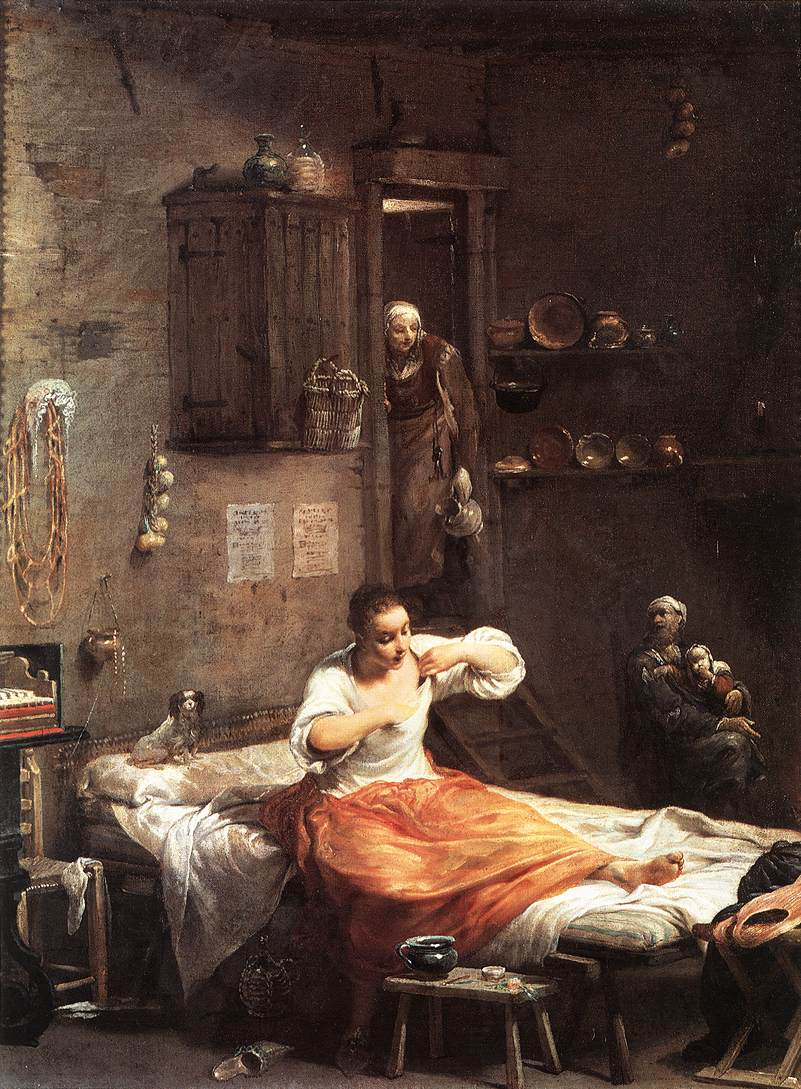
Поиск блох. 1720-е. Холст, масло. Лувр, Париж
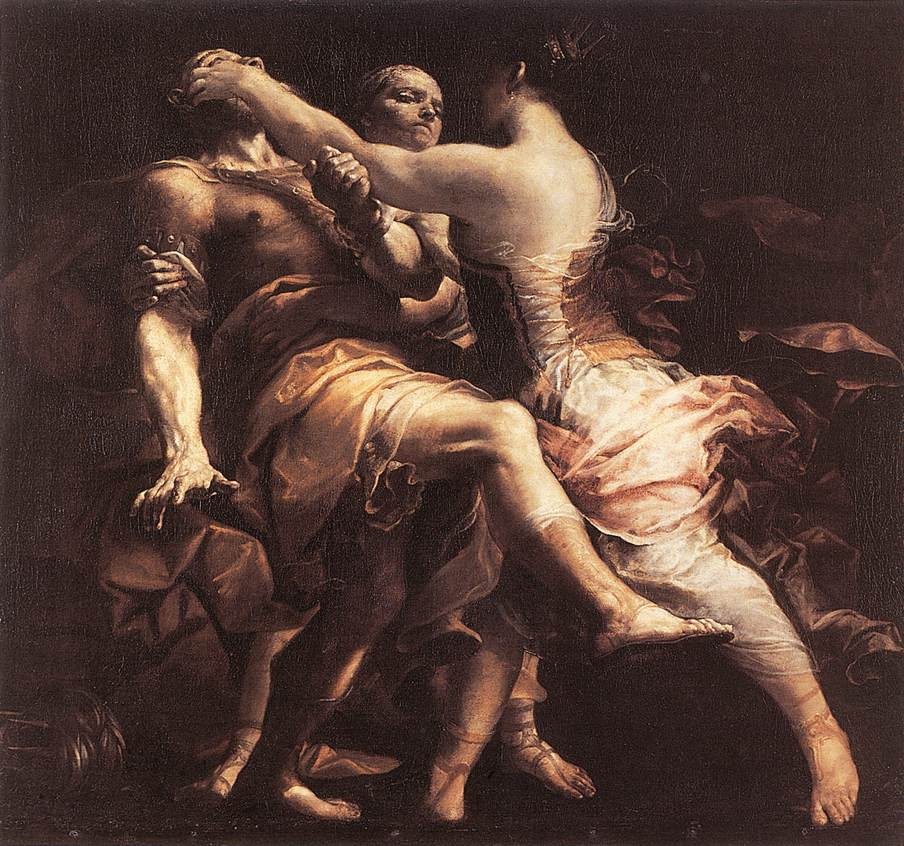
Гекуба убивает Полиместора. Королевские музеи изящных искусств, Брюссель
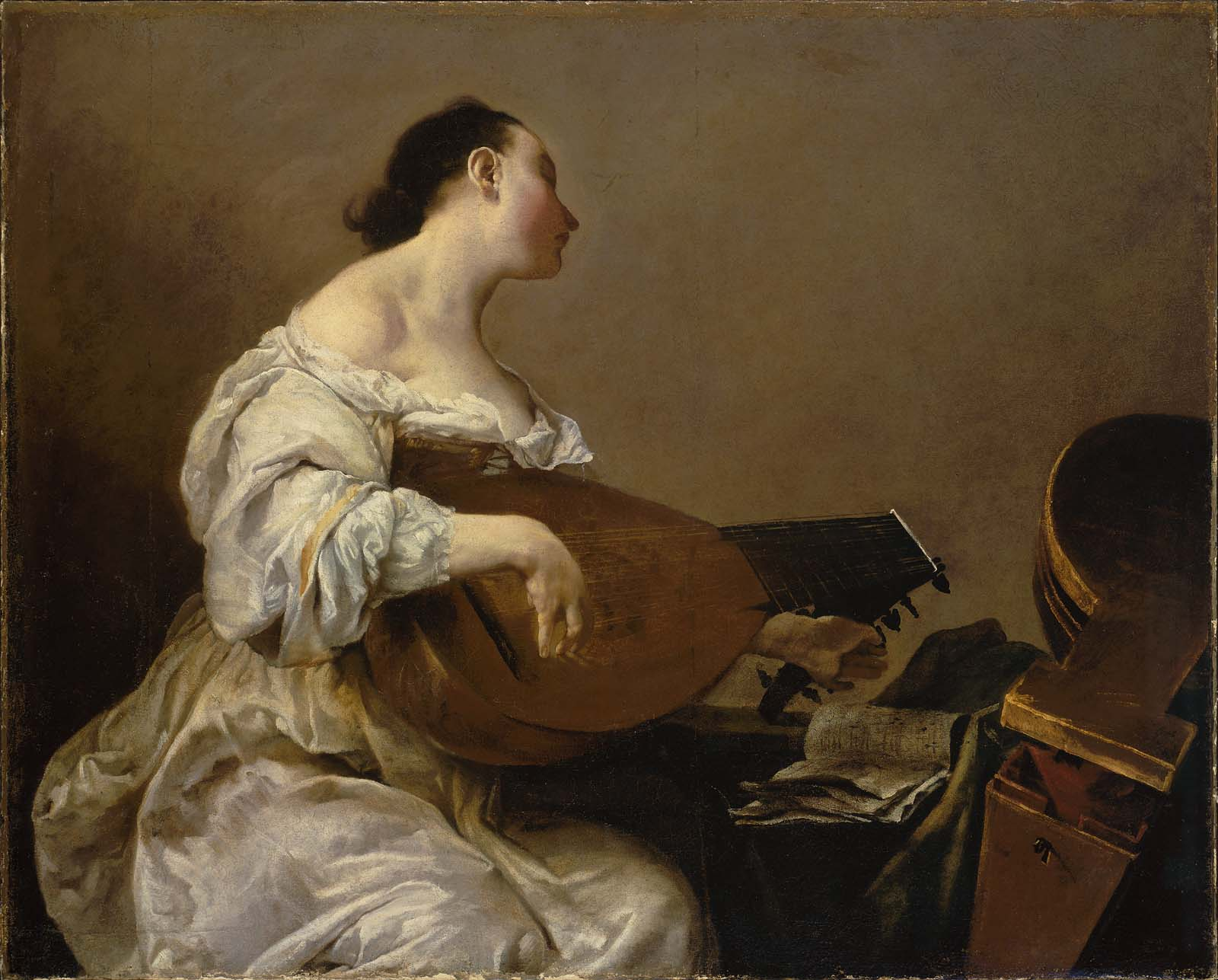
Женщина, играющая на лютне. Между 1700 и 1705. Холст, масло. Музей изящных искусств, Бостон, Массачусетс, США